# Eo-Navia
Eo-Navia is een comarca (Asturisch: cotarru) van de Spaanse provincie en autonome regio Asturië. De hoofdstad is Valdés, de oppervlakte 1645 km² en het heeft 67.307 inwoners (2003).

## Gemeenten
Boal, Castropol, Coaña, El Franco, Grandas de Salime, Illano, Navia, Pesoz, San Martín de Oscos, Santa Eulalia de Oscos, San Tirso de Abres, Tapia de Casariego, Taramundi, Valdés, Vegadeo, Villanueva de Oscos, Villayón.
Avilés · Caudal · Eo-Navia · Gijón · Nalón · Narcea · Oriente · Oviedo